# Gruppo Sportivo Paralimpico della Difesa
Il Gruppo Sportivo Paralimpico della Difesa (GSPD) è un gruppo polisportivo nato nel 2013 da un protocollo di intesa tra il Ministero della difesa italiano e il Comitato Italiano Paralimpico e costituito formalmente il 22 dicembre 2014. È formato da militari delle quattro forze armate italiane: Esercito, Marina Militare, Aeronautica Militare e Arma dei Carabinieri.

## Medagliere paralimpico
In questa sezione sono riportate le medaglie conquistate dagli atleti e dalle atlete del GSPD ai Giochi paralimpici.

### XVII Giochi paralimpici estivi
| Atleta               | Disciplina            | Specialità                    | Classe  | Medaglia |
| -------------------- | --------------------- | ----------------------------- | ------- | -------- |
| Giada Rossi          | Tennistavolo          | Individuale                   | TT1-TT2 | Oro      |
| Matteo Parenzan      | Tennistavolo          | Individuale                   | TT6     | Oro      |
| Stefano Travisani    | Tiro con l'arco       | Arco ricurvo a squadre miste  | Open    | Oro      |
| Matteo Betti         | Scherma in carrozzina | Fioretto individuale          | A       | Argento  |
| Sara Morganti        | Equitazione           | Stile libero individuale      | I       | Argento  |
| Sara Morganti        | Equitazione           | Prova individuale             | I       | Bronzo   |
| Angela Procida       | Nuoto                 | 100 metri dorso               | S2      | Bronzo   |
| Vittoria Bianco      | Nuoto                 | 400 metri stile libero        | S9      | Bronzo   |
| Loredana Trigilia    | Scherma               | Fioretto a squadre            | –       | Bronzo   |
| Davide Franceschetti | Tiro                  | Pistola 50 metri              | SH1     | Bronzo   |
| Paolo Tonon          | Tiro con l'arco       | Arco composto a squadre miste | W1      | Bronzo   |

### XVI Giochi paralimpici estivi
| Atleta             | Disciplina       | Specialità      | Classe | Medaglia |
| ------------------ | ---------------- | --------------- | ------ | -------- |
| Monica Contrafatto | Atletica leggera | 100 metri piani | T63    | Bronzo   |

### XV Giochi paralimpici estivi
| Atleta             | Disciplina       | Specialità      | Classe | Medaglia |
| ------------------ | ---------------- | --------------- | ------ | -------- |
| Monica Contrafatto | Atletica leggera | 100 metri piani | T42    | Bronzo   |